# Ambaguio
Ambaguio (Bayan ng Ambaguio) är en kommun i Filippinerna. Kommunen ligger på ön Luzon, och tillhör provinsen Nueva Vizcaya. Folkmängden uppgår till 9 750 invånare.
Ambaguio är indelat i 8 barangayer.